# Нюрюг (приток Большого Нюрюга)
Нюрюг — река в Шабалинском районе Кировской области России. Устье реки находится в 20 км по правому берегу реки Большой Нюрюг. Длина реки составляет 11 км.

## Данные водного реестра
По данным государственного водного реестра России относится к Верхневолжскому бассейновому округу, водохозяйственный участок реки — Ветлуга от истока до города Ветлуга, речной подбассейн реки — Волга от впадения Оки до Куйбышевского водохранилища (без бассейна Суры). Речной бассейн реки — (Верхняя) Волга до Куйбышевского водохранилища (без бассейна Оки).
Код объекта в государственном водном реестре — 08010400112110000040755.